# Pleuropetalum darwinii
Pleuropetalum darwinii là một loài thực vật thuộc họ Amaranthaceae. Đây là loài đặc hữu của Ecuador.

## Hình ảnh

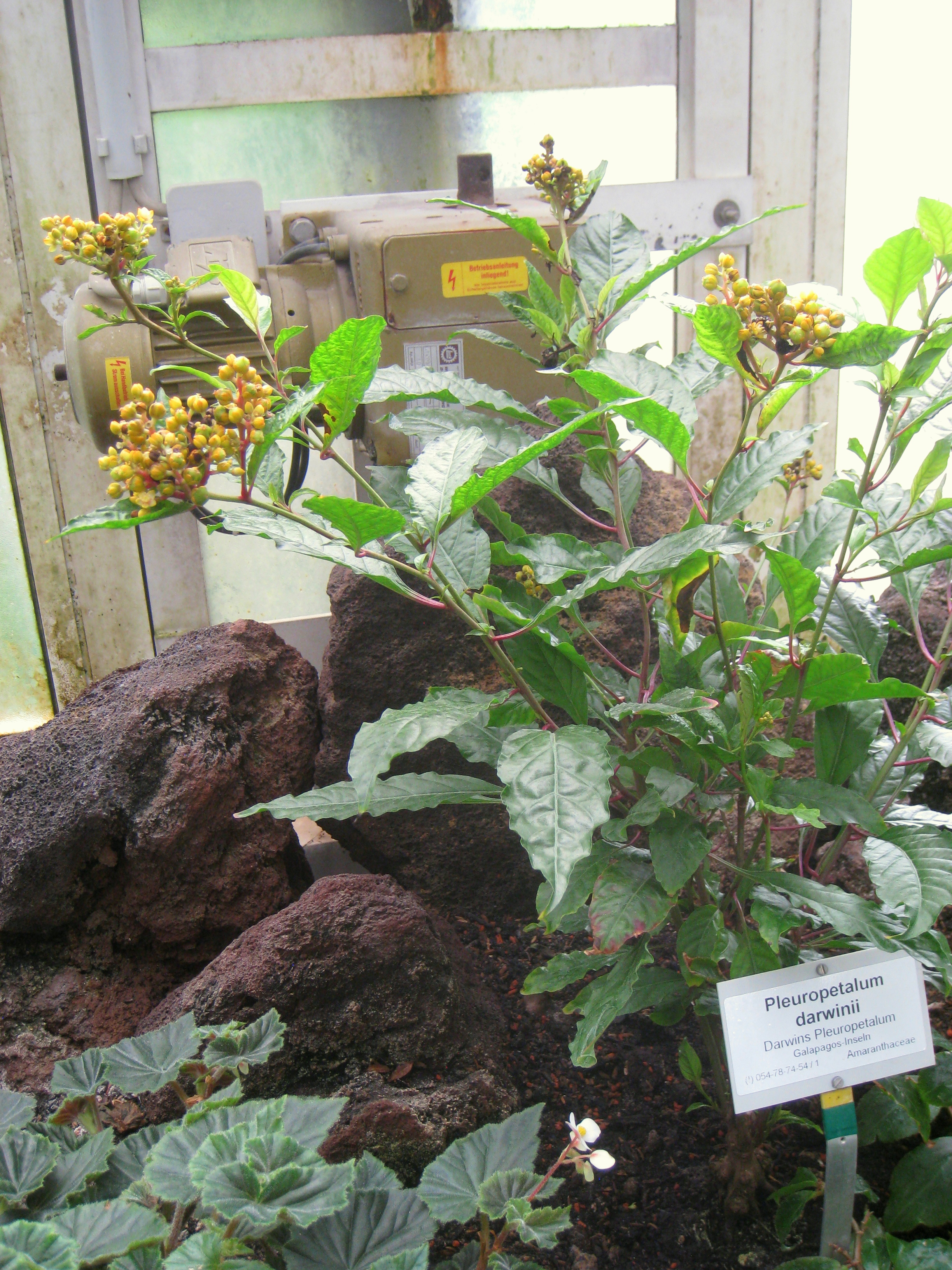